# Alvaiázere
Alvaiázere – miejscowość w Portugalii, leżąca w dystrykcie Leiria, w regionie Centrum w podregionie Pinhal Interior Norte. Miejscowość jest siedzibą gminy o tej samej nazwie.

## Demografia
| Liczba ludności gminy Alvaiázere (1801–2011) | Liczba ludności gminy Alvaiázere (1801–2011) | Liczba ludności gminy Alvaiázere (1801–2011) | Liczba ludności gminy Alvaiázere (1801–2011) | Liczba ludności gminy Alvaiázere (1801–2011) | Liczba ludności gminy Alvaiázere (1801–2011) | Liczba ludności gminy Alvaiázere (1801–2011) | Liczba ludności gminy Alvaiázere (1801–2011) | Liczba ludności gminy Alvaiázere (1801–2011) | Liczba ludności gminy Alvaiázere (1801–2011) |
| -------------------------------------------- | -------------------------------------------- | -------------------------------------------- | -------------------------------------------- | -------------------------------------------- | -------------------------------------------- | -------------------------------------------- | -------------------------------------------- | -------------------------------------------- | -------------------------------------------- |
| 1801                                         | 1849                                         | 1900                                         | 1930                                         | 1960                                         | 1981                                         | 1991                                         | 2001                                         | 2004                                         | 2011                                         |
| 3 477                                        | 6 426                                        | 11 936                                       | 12 870                                       | 13 583                                       | 10 510                                       | 9 306                                        | 8 438                                        | 8 112                                        | 7 287                                        |

## Sołectwa
Sołectwa gminy Alvaiázere (ludność wg stanu na 2011 r.):
- Almoster - 674 osoby
- Alvaiázere - 1693 osoby
- Maçãs de Caminho - 356 osób
- Maçãs de Dona Maria - 1835 osób
- Pelmá - 736 osób
- Pussos - 1139 osób
- Rego da Murta - 854 osoby